# Domenico Puligo
Domenico di Bartolommeo Ubaldini conhecido como Domenico Puligo (Florença, 1492 — Florença, 1527) foi um pintor italiano do período renascentista.
Domenico aprendeu o ofício com Ridolfo Ghirlandaio, mas adquiriu um estilo consistente trabalhando com seu contemporâneo Andrea del Sarto. Pintou o mural de altar Vision of Saint Bernard, hoje exposto em Baltimore, nos Estados Unidos. Foi um dos pintores da época mais solicitados para pintar retratos particulares.